# Elkhart (Kansas)
Elkhart è una città nella Contea di Morton, negli Stati Uniti. La popolazione era di 2.233 nel 2000. È il capoluogo della contea di Morton.

## Geografia fisica
Elkhart si trova a 37°00′11″N 101°53′53″W (37.003108, -101.898085).
La città ha una superficie totale di 4,8 metri quadrati e comprende solo parti di terra.

## Società

### Evoluzione demografica
Dall'ultimo censimento nel 2000 risulta che ci siano 2 233 abitanti. La popolazione è composta per l'89% da bianchi, 1% afro-americani, 1% nativi americani e il 7% da altre etnie.
Il 28% della popolazione è composto da persone sotto i 18 anni, il 57% da persone di mezza età e il 15% dagli over 65.